# 伊加特普里
伊加特普里（Igatpuri），是印度马哈拉施特拉邦Nashik县的一个城镇。总人口31572（2001年）。

## 人口
该地2001年总人口31572人，其中男性16411人，女性15161人；0—6岁人口4326人，其中男2303人，女2023人；识字率73.76%，其中男性为80.43%，女性为66.55%。